# Harald af Cristiernin
Harald af Cristiernin (före adlandet Christiernin), född 24 december 1751 i Hille socken, Gävleborgs län, död i maj 1799, var en svensk amiral.

## Biografi
af Cristiernin ingick efter att en tid ha seglat på handelsfartyg 1769 vid örlogsflottan och blev 1776 major vid amiralitetet. Åren 1777–1780 tjänstgjorde han i engelska flottan. Sistnämnda år beordrades han att som fregattchef ta under konvoj alla genom Öresund utgående svenska handelsfartyg. Sedermera utmärkte han sig genom mod och skicklighet under flera sjöexpeditioner. Efter hemkomsten från en expedition till Marocko blev han 1783 adlad. 1785 utnämndes han till överstelöjtnant. I sjöslaget vid Hogland (1788) erövrade han det ryska skeppet Vladislaff, det första ryska linjeskepp, som blev taget av svensk hand. För denna bragd utnämndes han till överste. Kort därefter strandade hans skepp; han själv blev tagen till fånga av ryssarna, men utlöstes efter freden i Värälä (1790) och utnämndes 1795 till konteramiral. Själv en grundlig sjöman, ägde Cristiernin en sällspord förmåga att dana sjöofficerare. Han blev riddare av Svärdsorden 1780.